# Casa de las Bolas (Madrid)
La Casa de las Bolas es un edificio situado en el n.º 145 de la Calle de Alcalá con General Diez Porlier (distrito de Salamanca) de Madrid (España). El edificio fue proyectado por Julián Marín —arquitecto del Madrid Moderno— y construido entre 1885 y 1895. Fue ampliado y reformado por Luis Sainz de los Terreros Gómez de 1905 a 1906. Todo el conjunto se rehabilitó a mediados de los años 90. Forma parte de un bloque de edificios de distintos propietarios.

## Historia y características

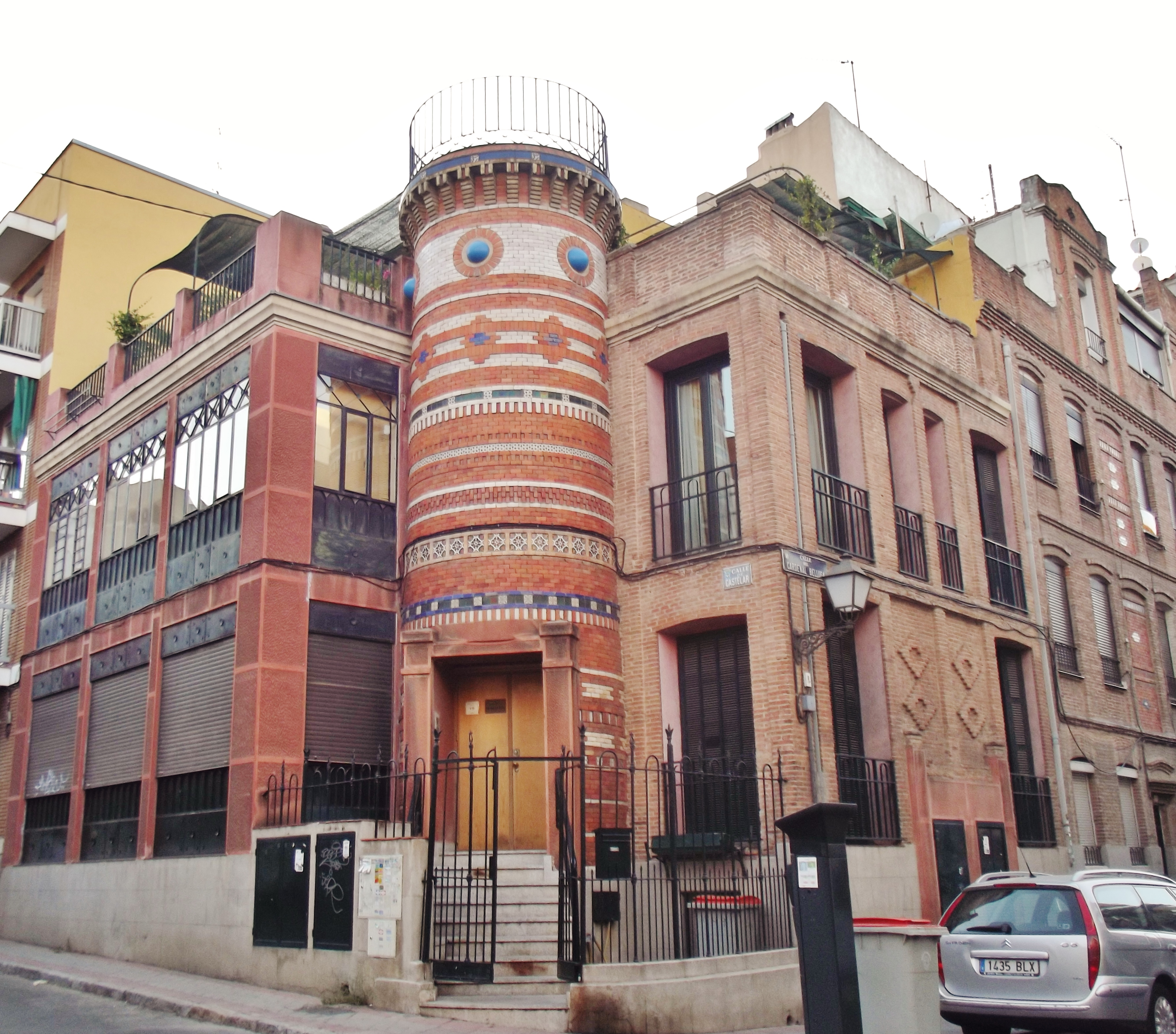
Casa entre las calles Castelar y Cardenal Belluga, muy similar a la Casa de las Bolas.

Este edificio se encuentra entre las calles Alcalá, Goya y General Díez Porlier. Se trata de un grupo de varios bloques de viviendas levantadas sobre una parcela triangular, con singulares torreones circulares de los ángulos de la calle de Alcalá, de estilo neomudéjar. Ambos torreones tienen motivos decorativos diferentes, aunque los dos están inspirados en el estilo de la vieja vecina plaza de toros de la calle Goya, hoy desaparecida (fue clausurada en 1931 cuando se inauguró la plaza de toros de las Ventas), y que estaba situada donde se sitúa actualmente el Palacio de los Deportes. La factura de los torreones es de ladrillo en varios colores, azulejos policromados y tramos de herradura. Destacan unas esferas plateadas e incrustadas que le dan el nombre de Casa de las Bolas.
La cervecería Santa Bárbara estuvo abierta en la planta baja de una de las torres de 1947 hasta agosto de 2016.

## Desambiguación
El edificio sufrió diversos cambios a lo largo de su historia (motivos no documentados), degradando las características esquinas de los números 145 y 149. La esquina de Goya, que había variado completamente su apariencia inicial fue remodelada a inicios de la década de los 2000, aprovechando esta ocasión para realizar un torreón similar al del edificio de Alcalá 145.

## Fotografías históricas

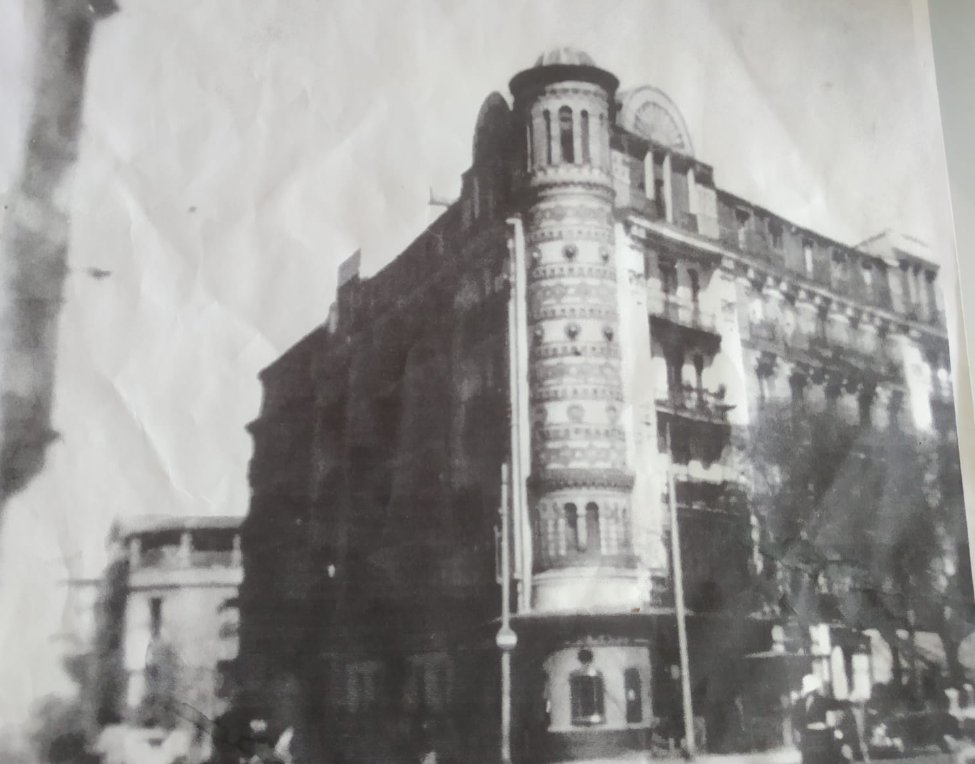
Casa de las Bolas en los años 1920.
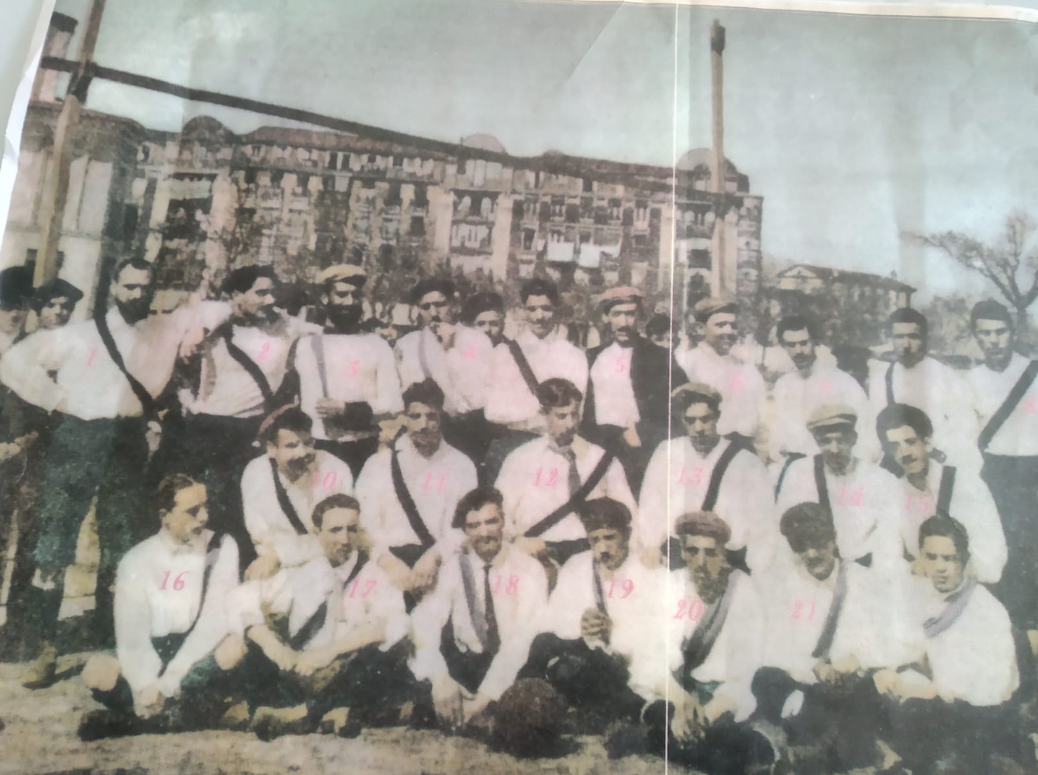
Foto de equipo del Real Madrid. Su campo se encontraba delante del edificio.